# Бондарук, Анатолий Моисеевич
Анато́лий Моисе́евич Бондару́к  (род. 21 марта 1958, Казатин, Винницкая область) — российский государственный деятель, член Совета Федерации Федерального Собрания Российской Федерации от РБ (15 марта 2011 — 1 июля 2015). Депутат Государственного Собрания-Курултая Республики Башкортостан четвёртого созыва. «Заслуженный химик Республики Башкортостан».
1 марта 2014-го года член Совета Федерации Анатолий Моисеевич Бондарук проголосовал за использование Вооруженных Сил Российской Федерации на территории Украины.  
C 2018-го года Анатолий Моисеевич Бондарук находится под международными санкциями.

## Биография
Анатолий Моисеевич Бондарук родился 21 марта 1958 года в г. Казатин Винницкой области Украинской ССР. Наряду с общеобразовательной, учился в музыкальной школе, которую окончил в 1975 году.
Окончил Ростовское высшее военное командное училище им. М. И. Неделина (1981 г.) по специальности инженер по радиоэлектронике, с отличием — командный факультет Военной академии им. Ф. Э. Дзержинского (1989).
Места работы (службы): c 1976 по 1994 год служил в НИИ ракетных войск МО СССР (г. Юбилейный Моск. обл.),
C 1994 по 1997 год занимался предпринимательской деятельностью (строительство). Ныне полковник в запасе.
В 1997 году стал учредителем и генеральным директором нефтехимической группы «Селена»; с 2005 года — генеральный директор открытого акционерного общества «Полиэф»; с 2008 года — председатель совета директоров ОАО «Полиэф».
С 1997 года — генеральный директор нефтехимической группы «Селена» (г. Королев Моск. обл.).
В 1997—2005 годах, работая охранником ООО ЧОП «Селена-Сервис», занимался предпринимательской деятельностью в кооперативах.
В 2005 году по предложению президента Республики Башкортостан Муртазы Губайдулловича Рахимова компания «Селена» приобрела за 110 млн долларов в г. Благовещенске РБ строящийся завод «Полиэф» и Анатолий Моисеевич переехал в город Благовещенск, чтобы заново возвести законсервированный в 1989 году завод и лично возглавил его реконструкцию.
С 2005 по 2008 годы А. М. Бондарук — генеральный директор ОАО «Полиэф» (г. Благовещенск РБ). Усилиями Бондарука А. М. предприятие «Полиэф» было вытянуто из банкротного состояния. С 2008 по 2010 год — президент ЗАО «Группа „Селена“».
С 2010 по 2011 год — Председатель Торгово-промышленной палаты Башкортостана.
В 2008 году избран депутатом Государственного Собрания Республики Башкортостан (Курултай) четвёртого созыва. 15 марта 2011 года на 36-м пленарном заседании Государственного Собрания досрочно прекращены полномочия Анатолия Бондарука как депутата, в связи с его назначением сенатором в Совете Федерации РФ, где был заместителем председателя Комитета Совфеда по обороне и безопасности. Входит в состав основных бенефициаров АИКБ «Татфондбанк».
С 2011 года — заместитель председателя Комитета Федерации по обороне и безопасности.
Бондарук защитил две кандидатские диссертации и докторскую на темы: «Обеспечение промышленной безопасности на этапе строительства и освоения объектов нефтегазового комплекса» и «Научные основы автоматизированного контроля и управления системами обеспечения промышленной безопасности». Имеет учёные степени кандидата и доктора технических наук, кандидата экономических наук.

## Список научных трудов
Имеет 4 патента на изобретения и ряд научных работ.

## Награды и звания
«Заслуженный химик Республики Башкортостан».